# Juan Silveira dos Santos
Juan Silveira dos Santos, conosciuto come Juan (pron. [ʒuˈɐ̃ siɫˈvejɾɐ dus ˈsɐ̃tus; Rio de Janeiro, 1º febbraio 1979), è un ex calciatore brasiliano, di ruolo difensore.
Riconosciuto come uno dei migliori difensori della sua generazione, ha conquistato quattro volte il Campeonato Paulista mentre militava nel Flamengo, e con la Roma una Coppa Italia e una Supercoppa Italiana. Con la Nazionale verdeoro ha vinto due edizioni della Coppa America nel 2004 e nel 2007 e due della Confederations Cup nel 2005 e nel 2009; ha inoltre preso parte ai Mondiali del 2006 e del 2010 e alla Coppa America del 2001.

## Caratteristiche tecniche
Era considerato da molti esperti uno dei migliori difensori della sua generazione. I suoi punti di forza erano lo straordinario anticipo sugli avversari, il gioco aereo e la potenza fisica, che gli permettevano di vincere contrasti sia nella propria area, sia in quella avversaria, dove era sovente protagonista di tempestivi inserimenti. Giocatore molto corretto (poche le espulsioni e le ammonizioni ricevute in carriera), in fase offensiva si distingueva per una spiccata propensione al gol, che realizzava prevalentemente di testa, e per la capacità di impostare l'azione con lanci lunghi per i compagni. Rudi Völler ha proposto il paragone con il campione del mondo 1994 Aldair, mentre Doni, suo compagno alla Roma, lo ha definito il difensore più forte del Brasile, «un idolo come Kaká e Ronaldinho».
Insieme a Lúcio ha formato una delle coppie centrali più forti della storia del Brasile. Nel giugno 2010, nel corso dei Mondiali 2010, il sito brasiliano Globo Esporte riportò alcuni dei loro numeri: 49 partite giocate insieme, 34 vittorie, 10 pareggi, 5 sconfitte ed appena 28 gol subiti, alla media di 0,57 a partita.

## Carriera

### Club

#### Gli inizi nel Flamengo
Cresce calcisticamente nel Flamengo dove gioca per sei stagioni affermandosi come uno dei difensori più forti del campionato brasiliano ed attirando su di sé l'interesse di alcuni club europei, tra cui la Lazio. Nel 2002 viene acquistato dai tedeschi del Bayer Leverkusen, club in cui milita per cinque stagioni. Il 19 maggio 2007, in occasione dell'incontro casalingo contro il Borussia Dortmund, l'ultimo per lui con la maglia del Leverkusen, viene salutato da tutto il pubblico della BayArena con una commovente standing ovation. Chiude così la sua carriera in Germania con un bottino di 176 presenze e 16 gol fra Bundesliga, DFB-Pokal, DFL-Ligapokal, UEFA Champions League e Coppa UEFA 2005-2006 e 2006-2007.

#### Gli anni alla Roma
Nell'estate 2007 viene ceduto dal Bayer Leverkusen alla Roma per una somma pari a 6,3 milioni di euro e sottoscrivendo un quadriennale da 3,1 milioni lordi a stagione. La bassa valutazione è dovuta ad una clausola rescissoria voluta dallo stesso Juan al momento del rinnovo contrattuale con il Leverkusen. Il centrale brasiliano decide di indossare la maglia numero 4, lasciata libera da Christian Wilhelmsson, ed è subito inserito dal tecnico Luciano Spalletti tra i quattro difensori titolari, al posto di Cristian Chivu, ceduto all'Inter.
Uno stiramento al flessore della coscia destra, tuttavia, lo costringe a saltare la vittoriosa Supercoppa italiana e la prima giornata di campionato. Debutta, dunque, alla seconda giornata contro il Siena, subentrando a pochi minuti dalla fine ad Aquilani sul 3-0. Nella sua prima stagione in Italia scende in campo 32 volte in 56 partite ufficiali disputate dalla Roma, risultando essere il titolare della difesa giallorossa insieme a Philippe Méxes (con cui ha formato una buona coppia), realizzando due gol in campionato (il primo, il 16 settembre 2007, contro la Reggina con un gol di tacco su punizione di Francesco Totti, il secondo, il 2 dicembre, contro l'Udinese, ribadendo in rete una punizione di Pizarro) e uno nella fase a gironi di UEFA Champions League contro lo Sporting Lisbona. Il 24 maggio 2008, contro l'Inter, vince il suo secondo trofeo in Italia, ma il primo da titolare, la Coppa Italia.
Nella stagione 2008-2009 in giallorosso mette insieme solo 26 presenze sulle 49 a disposizione, perché spesso vittima di risentimenti muscolari. Riesce comunque a mettersi in luce sia in campionato che in Europa, realizzando tre gol, tra cui quello contro l'Arsenal negli ottavi di finale di ritorno di UEFA Champions League: nel corso della partita, che si conclude con l'eliminazione dei giallorossi dal torneo dopo i calci di rigore, gioca solo i primi trenta minuti del primo tempo prima di abbandonare il campo per infortunio. Il 29 maggio 2009 rinnova il proprio contratto con la Roma fino al 2013.
Nella stagione 2009-2010 scende in campo 35 volte senza mai andare in gol. Inoltre, il 5 maggio 2010, perde la finale di Coppa Italia contro l'Inter.
Nella stagione 2010-2011 scende in campo 31 volte e realizza altri due gol, contro il Bari l'11 dicembre 2010 e contro il Parma il 27 febbraio 2011.
Dopo un inizio di stagione 2011-2012 tribolato a causa di una serie di incomprensioni col tecnico Luis Enrique, ritorna al centro della difesa giallorossa e nel corso dell'annata va in rete tre volte contro il Cesena, Cagliari e Inter. In questa stagione, durante il derby di Roma del 4 marzo 2012, è bersaglio dei cori razzisti da parte dei tifosi laziali. In merito a questo episodio la giustizia sportiva commina una multa di 20.000 euro alla società biancoceleste.

#### Sport Club Internacional e ritorno al Flamengo

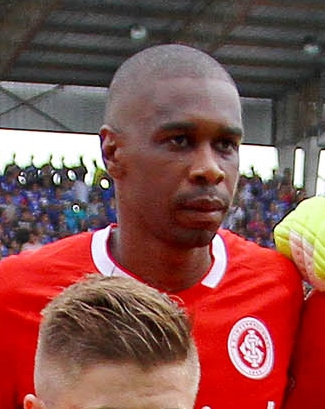
Juan all'Internacional nel 2015

Il 15 luglio 2012, dopo aver rescisso il proprio contratto con la Roma, viene ufficializzato il suo trasferimento all'Internacional. Totalizza con questa maglia 69 presenze condite 5 gol nel Campionato brasiliano di calcio, 23 presenze e 2 gol nel Campionato Gaúcho e 8 presenze nella Coppa Libertadores 2015.
A gennaio 2016 torna a giocare nella squadra che lo ha lanciato nel calcio professionistico, il Flamengo. Si congeda dal campo il 27 aprile, giocando gli ultimissimi minuti di Flamengo-Cruzeiro, gara finita 3-1 e valida per la prima giornata della Serie A brasiliana 2019. Per il difensore giro d’onore, standing ovation e festeggiamenti da tifosi e compagni. Riceve, inoltre, la medaglia Pedro Ernesto, conferimento assegnato dal Consiglio Comunale di Rio de Janeiro a personaggi di spicco della comunità brasiliana.

### Nazionale
Juan debutta in Nazionale brasiliana nel 1998. L'anno successivo viene convocato dall'Under-20 per campionato mondiale di categoria, dove il Brasile è eliminato ai quarti di finale dall'Uruguay. Nel 2001 è tra i convocati per la Copa América 2001, dove la Seleção è sconfitta clamorosamente dall'Honduras nei quarti di finale, mentre l'anno successivo viene escluso dal C.T. Luiz Felipe Scolari dai convocati per il vittorioso Mondiale 2002 in Corea del Sud e Giappone.

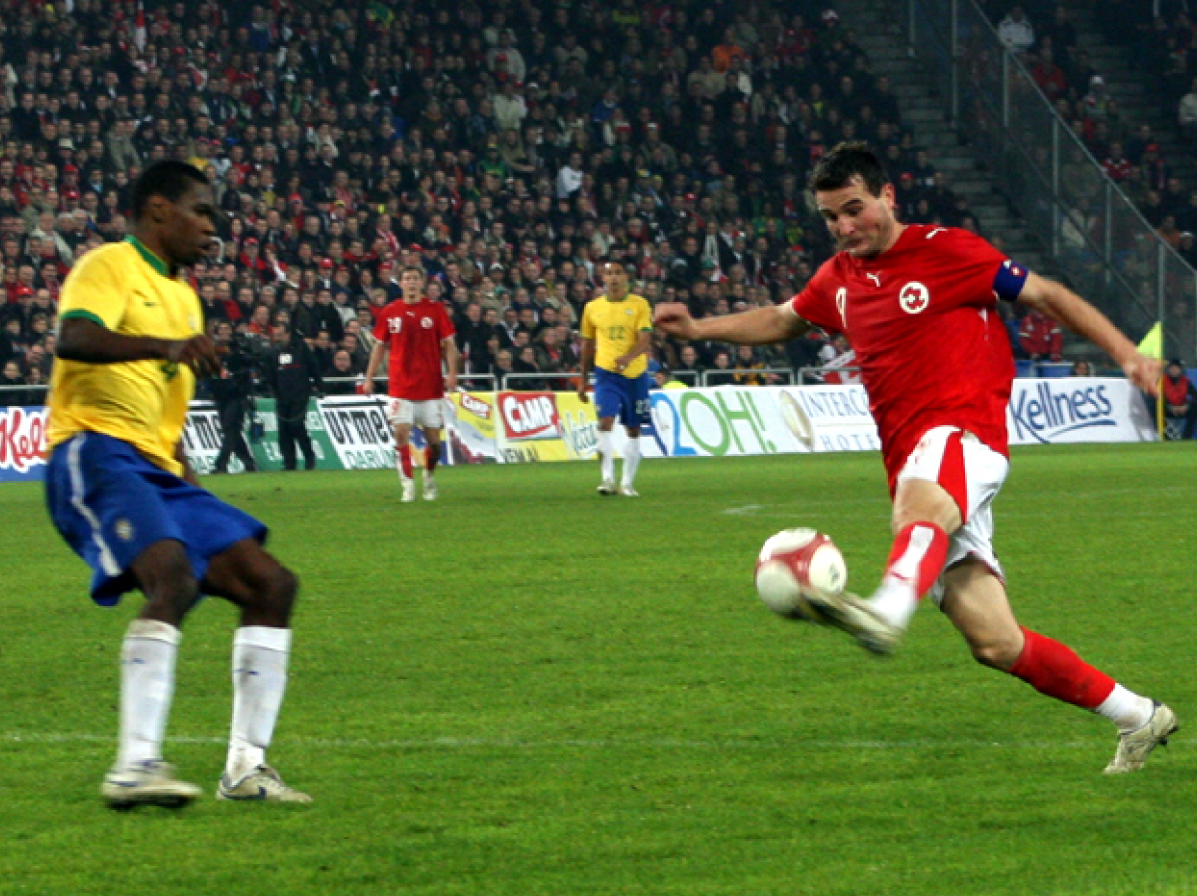
Juan in azione contro l'attaccante Alexander Frei nell'amichevole Svizzera-Brasile (1-2) nel 2006

Dal 2002 in poi diventa titolare nei piani tattici del nuovo CT Carlos Alberto Parreira che lo convoca con continuità. Prende parte alla Confederations Cup 2003, dove il Brasile viene eliminato al primo turno, e l'anno successivo per la Copa América 2004 in Perù. L'11 luglio, nella seconda gara della fase a gironi contro la Costa Rica, realizza il gol del momentaneo 2-0 in favore della Seleção (la partita finirà 4-1). Il 25 giugno, nella finale di Lima contro l'Argentina risoltasi ai tiri di rigore dopo il 2-2 dei tempi regolamentari, Juan entra nella storia del calcio brasiliano realizzando il quinto ed ultimo tiro della sua squadra, chiudendo la partita sul punteggio di 6-4 d.c.r. con cui il Brasile conquista il suo settimo successo nella competizione.
Convocato per la Confederations Cup 2005, scende in campo solo contro il Giappone nell'ultima partita della fase a gironi. Il Brasile vince il trofeo, battendo in finale ancora una volta l'Argentina. Nel 2006, alla vigilia del Mondiale 2006 in Germania, il CT Parreira lo conferma come difensore centrale titolare al fianco di Lúcio. L'avventura della Seleção, grande favorita alla vigilia del torneo, si chiude con l'amara sconfitta ai quarti di finale contro la Francia.

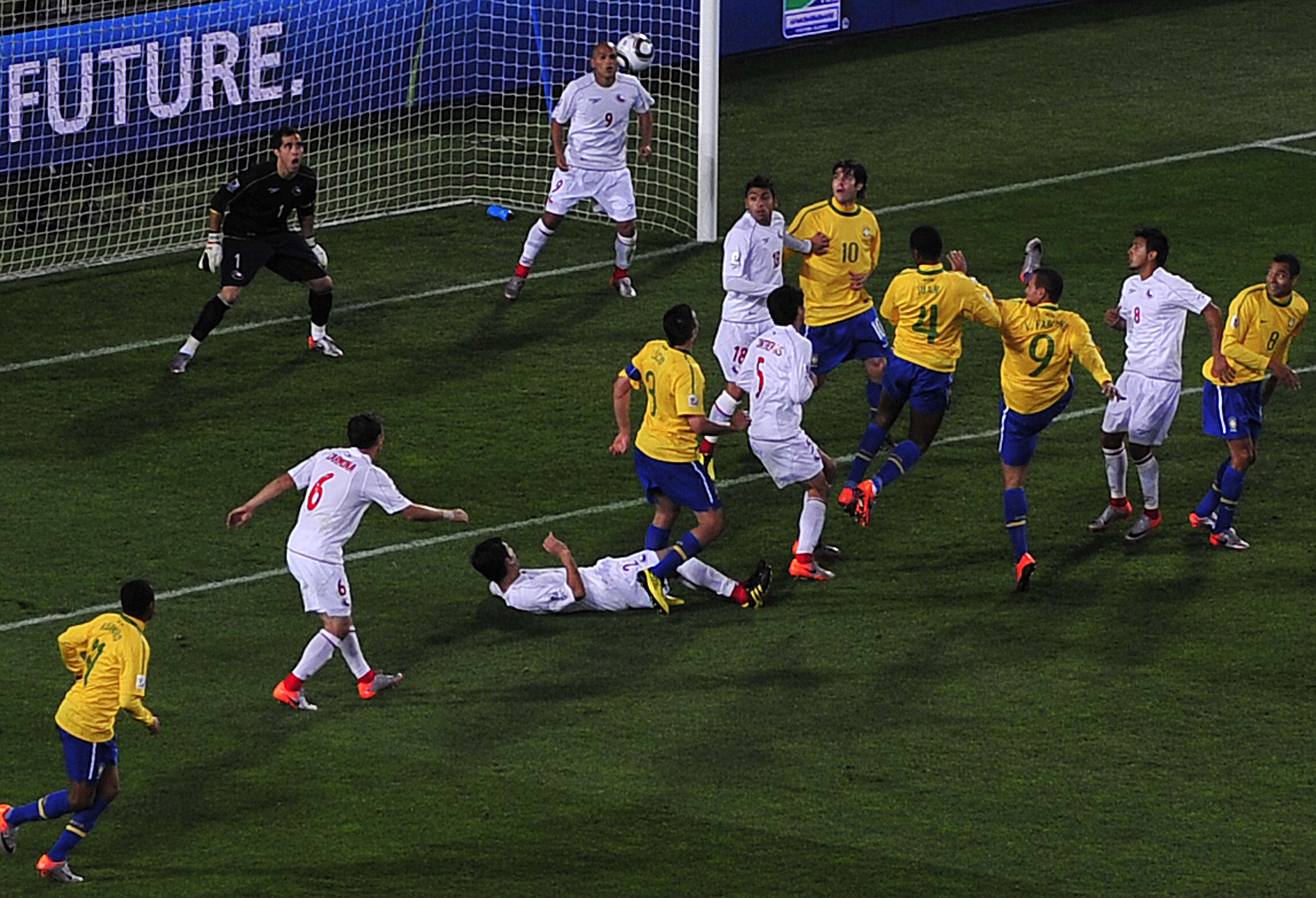
Juan realizza di testa la rete d'apertura dell'ottavo di finale Brasile-Cile (3-0) al mondiale sudafricano

Nonostante il cambio generazionale con l'arrivo del nuovo C.T. Dunga, Juan rimane titolare e viene convocato per la Copa América 2007 in Venezuela. Il 7 luglio, in occasione del quarto di finale contro il Cile, apre le marcature della partita vinta 6-1 dalla Seleção. Il 10 luglio successivo, nella semifinale contro l'Uruguay terminata sul punteggio di 2-2 dopo i supplementari, tira e realizza uno dei sette rigori decisivi per il passaggio del Brasile in finale. Il 15 luglio, in occasione della finale vinta contro l'Argentina, eredita i gradi di capitano per l'assenza dello squalificato Gilberto Silva. Al termine della partita, vinta dal Brasile 3-0, Juan e Silva hanno alzato insieme il trofeo. L'anno dopo viene confermato da Dunga nella rosa dei convocati per la Confederations Cup 2009. All'esordio, il 15 giugno, realizza una rete contro l'Egitto, ma sei giorni dopo, il 21 giugno contro l'Italia, si infortuna ai flessori della coscia destra ed è costretto ad abbandonare anzitempo la competizione.
Nel 2010 viene selezionato per il Mondiale 2010 in Sudafrica. Va in gol negli ottavi di finale della competizione, segnando di testa da calcio d'angolo il primo gol dell'incontro vinto 3-0 contro il Cile; il cammino del Brasile nella manifestazione si conclude tuttavia al turno successivo, dove la Nazionale è eliminata dai Paesi Bassi. Con questa sconfitta, Juan chiude la sua carriera in Nazionale con il bottino di 79 presenze e 7 reti complessive.

### Dopo il ritiro
Dopo il ritiro dal calcio giocato entra a far parte dello staff del Flamengo, dove rimane per cinque anni. Nel 2024 diventa coordinatore tecnico della nazionale di calcio del Brasile.

## Statistiche

### Presenze e reti nei club
Statistiche aggiornate al termine della carriera da calciatore.
| Stagione                | Squadra                 | Campionato              | Campionato | Campionato | Coppa Nazionale | Coppa Nazionale | Coppa Nazionale | Coppe continentali | Coppe continentali | Coppe continentali | Altre coppe | Altre coppe | Altre coppe | Totale | Totale |
| Stagione                | Squadra                 | Comp                    | Pres       | Reti       | Comp            | Pres            | Reti            | Comp               | Pres               | Reti               | Comp        | Pres        | Reti        | Pres   | Reti   |
| ----------------------- | ----------------------- | ----------------------- | ---------- | ---------- | --------------- | --------------- | --------------- | ------------------ | ------------------ | ------------------ | ----------- | ----------- | ----------- | ------ | ------ |
| 1996                    | Flamengo                | A/RJ+A                  | 0+11       | 0+0        | CB              | -               | -               |                    | -                  | -                  |             | -           | -           | 11     | 0      |
| 1997                    | Flamengo                | A/RJ+A                  | 13+14      | 0+2        | CB              | 4               | 1               | SS                 | 2                  | 1                  | RSP         | 1           | 0           | 34     | 4      |
| 1998                    | Flamengo                | A/RJ+A                  | 2+10       | 0+0        | CB              | 1               | 0               | CM                 | 5                  | 0                  | RSP         | 3           | 1           | 21     | 1      |
| 1999                    | Flamengo                | A/RJ+A                  | 0+7        | 0+0        | CB              | -               | -               | CM                 | 7                  | 1                  | SL          | 2           | 1           | 16     | 2      |
| 2000                    | Flamengo                | A/RJ+A                  | 22+15      | 2+2        | CB              | 7               | 0               | CM                 | 4                  | 2                  | RSP+CdC     | 6+4         | 1+0         | 58     | 7      |
| 2001                    | Flamengo                | A/RJ+A                  | 19+18      | 0+1        | CB              | 6               | 1               | CM                 | 9                  | 5                  | RSP+CdC     | 4+6         | 1+1         | 62     | 9      |
| 2002                    | Flamengo                | A/RJ+A                  | 9+0        | 3+0        | CB              | -               | -               | CL                 | 3                  | 0                  | RSP         | 12          | 3           | 24     | 6      |
| 2002-2003               | Bayer Leverkusen        | BL                      | 24         | 2          | CG              | 4               | 0               | UCL                | 3                  | 2                  | CdL         | 2           | 0           | 33     | 4      |
| 2003-2004               | Bayer Leverkusen        | BL                      | 29         | 2          | CG              | 3               | 0               | -                  | -                  | -                  | -           | -           | -           | 32     | 2      |
| 2004-2005               | Bayer Leverkusen        | BL                      | 28         | 1          | CG              | 2               | 0               | UCL                | 9                  | 2                  | CdL         | 0           | 0           | 39     | 3      |
| 2005-2006               | Bayer Leverkusen        | BL                      | 30         | 3          | CG              | 1               | 0               | CU                 | 1                  | 0                  | CdL         | 0           | 0           | 32     | 3      |
| 2006-2007               | Bayer Leverkusen        | BL                      | 28         | 2          | CG              | 2               | 1               | CU                 | 10                 | 1                  | CdL         | 0           | 0           | 40     | 4      |
| Totale Bayer Leverkusen | Totale Bayer Leverkusen | Totale Bayer Leverkusen | 139        | 10         |                 | 12              | 1               |                    | 23                 | 5                  |             | 2           | 0           | 176    | 16     |
| 2007-2008               | Roma                    | A                       | 22         | 2          | CI              | 2               | 0               | UCL                | 8                  | 1                  | SI          | 0           | 0           | 32     | 3      |
| 2008-2009               | Roma                    | A                       | 21         | 2          | CI              | 1               | 0               | UCL                | 4                  | 1                  | SI          | 1           | 0           | 27     | 3      |
| 2009-2010               | Roma                    | A                       | 29         | 0          | CI              | 2               | 0               | UEL                | 5                  | 0                  | -           | -           | -           | 36     | 0      |
| 2010-2011               | Roma                    | A                       | 31         | 2          | CI              | 3               | 0               | UCL                | 3                  | 0                  | SI          | 1           | 0           | 38     | 2      |
| 2011-2012               | Roma                    | A                       | 16         | 3          | CI              | 0               | 0               | UEL                | 0                  | 0                  | -           | -           | -           | 16     | 3      |
| Totale Roma             | Totale Roma             | Totale Roma             | 119        | 9          |                 | 8               | 0               |                    | 20                 | 2                  |             | 2           | 0           | 149    | 11     |
| 2012                    | Internacional           | PD/RS+A                 | 0+6        | 1          | -               | -               | -               | -                  | -                  | -                  | -           | -           | -           | 6      | 1      |
| 2013                    | Internacional           | PD/RS+A                 | 13+32      | 2+3        | CB              | 7               | 0               | -                  | -                  | -                  | -           | -           | -           | 52     | 5      |
| 2014                    | Internacional           | PD/RS+A                 | 8+21       | 0          | CB              | 2               | 0               | CS                 | 0                  | 0                  | -           | -           | -           | 31     | 0      |
| 2015                    | Internacional           | PD/RS+A                 | 7+10       | 1+0        | CB              | 0               | 0               | CL                 | 8                  | 1                  | -           | -           | -           | 25     | 2      |
| Totale Internacional    | Totale Internacional    | Totale Internacional    | 28+69      | 3+4        |                 | 9               | 0               |                    | 8                  | 1                  |             | -           | -           | 114    | 8      |
| 2016                    | Flamengo                | A/RJ+A+PL               | 12+9+4     | 0+0+0      | CB              | 4               | 0               | CS                 | 3                  | 0                  |             | -           | -           | 32     | 0      |
| 2017                    | Flamengo                | A/RJ+A+PL               | 4+13+2     | 1+0+0      | CB              | 6               | 0               | CL+CS              | 1+9                | 0+2                | -           | -           | -           | 35     | 3      |
| 2018                    | Flamengo                | A/RJ+A                  | 5+4        | 0+0        | CB              | -               | -               | CL                 | 5                  | 0                  | -           | -           | -           | 14     | 0      |
| 2019                    | Flamengo                | A/RJ+A                  | 1+1        | 0+0        | CB              | -               | -               |                    | -                  | -                  | -           | -           | -           | 2      | 0      |
| Totale flamengo         | Totale flamengo         | Totale flamengo         | 87+102+6   | 6+5+0      |                 | 28              | 2               |                    | 48                 | 11                 |             | 38          | 8           | 309    | 32     |
| Totale carriera         | Totale carriera         | Totale carriera         | 550        | 37         |                 | 57              | 3               |                    | 99                 | 19                 |             | 42          | 8           | 748    | 67     |

### Cronologia presenze e reti in nazionale
| Cronologia completa delle presenze e delle reti in nazionale ― Brasile | Cronologia completa delle presenze e delle reti in nazionale ― Brasile | Cronologia completa delle presenze e delle reti in nazionale ― Brasile | Cronologia completa delle presenze e delle reti in nazionale ― Brasile | Cronologia completa delle presenze e delle reti in nazionale ― Brasile | Cronologia completa delle presenze e delle reti in nazionale ― Brasile | Cronologia completa delle presenze e delle reti in nazionale ― Brasile | Cronologia completa delle presenze e delle reti in nazionale ― Brasile |
| Data                                                                   | Città                                                                  | In casa                                                                | Risultato                                                              | Ospiti                                                                 | Competizione                                                           | Reti                                                                   | Note                                                                   |
| ---------------------------------------------------------------------- | ---------------------------------------------------------------------- | ---------------------------------------------------------------------- | ---------------------------------------------------------------------- | ---------------------------------------------------------------------- | ---------------------------------------------------------------------- | ---------------------------------------------------------------------- | ---------------------------------------------------------------------- |
| 15-7-2001                                                              | Cali                                                                   | Brasile                                                                | 2 – 0                                                                  | Perù                                                                   | Coppa America 2001 - 1º turno                                          | -                                                                      |                                                                        |
| 18-7-2001                                                              | Cali                                                                   | Brasile                                                                | 3 – 1                                                                  | Paraguay                                                               | Coppa America 2001 - 1º turno                                          | -                                                                      |                                                                        |
| 23-7-2001                                                              | Manizales                                                              | Honduras                                                               | 2 – 0                                                                  | Brasile                                                                | Coppa America 2001 - Quarti di finale                                  | -                                                                      |                                                                        |
| 9-8-2001                                                               | Curitiba                                                               | Brasile                                                                | 5 – 0                                                                  | Panama                                                                 | Amichevole                                                             | -                                                                      |                                                                        |
| 15-8-2001                                                              | Porto Alegre                                                           | Brasile                                                                | 2 – 0                                                                  | Paraguay                                                               | Qual. Mondiali 2002                                                    | -                                                                      |                                                                        |
| 7-10-2001                                                              | Curitiba                                                               | Brasile                                                                | 2 – 0                                                                  | Cile                                                                   | Qual. Mondiali 2002                                                    | -                                                                      |                                                                        |
| 7-11-2001                                                              | La Paz                                                                 | Bolivia                                                                | 3 – 1                                                                  | Brasile                                                                | Qual. Mondiali 2002                                                    | -                                                                      | 74’                                                                    |
| 31-1-2002                                                              | Goiânia                                                                | Brasile                                                                | 6 – 0                                                                  | Bolivia                                                                | Amichevole                                                             | -                                                                      |                                                                        |
| 6-2-2002                                                               | Riyad                                                                  | Arabia Saudita                                                         | 0 – 1                                                                  | Brasile                                                                | Amichevole                                                             | -                                                                      | 58’                                                                    |
| 7-3-2002                                                               | Cuiabá                                                                 | Brasile                                                                | 6 – 1                                                                  | Islanda                                                                | Amichevole                                                             | -                                                                      |                                                                        |
| 11-6-2003                                                              | Abuja                                                                  | Nigeria                                                                | 0 – 3                                                                  | Brasile                                                                | Amichevole                                                             | -                                                                      | 86’                                                                    |
| 19-6-2003                                                              | Saint-Denis                                                            | Brasile                                                                | 0 – 1                                                                  | Camerun                                                                | Conf. Cup 2003 - 1º turno                                              | -                                                                      |                                                                        |
| 21-6-2003                                                              | Lione                                                                  | Brasile                                                                | 1 – 0                                                                  | Stati Uniti                                                            | Conf. Cup 2003 - 1º turno                                              | -                                                                      |                                                                        |
| 23-6-2003                                                              | Saint-Étienne                                                          | Brasile                                                                | 2 – 2                                                                  | Turchia                                                                | Conf. Cup 2003 - 1º turno                                              | -                                                                      |                                                                        |
| 28-4-2004                                                              | Budapest                                                               | Ungheria                                                               | 1 – 4                                                                  | Brasile                                                                | Amichevole                                                             | -                                                                      | 67’                                                                    |
| 2-6-2004                                                               | Belo Horizonte                                                         | Brasile                                                                | 3 – 1                                                                  | Argentina                                                              | Qual. Mondiali 2006                                                    | -                                                                      |                                                                        |
| 6-6-2004                                                               | Santiago del Cile                                                      | Cile                                                                   | 1 – 1                                                                  | Brasile                                                                | Qual. Mondiali 2006                                                    | -                                                                      |                                                                        |
| 8-7-2004                                                               | Arequipa                                                               | Brasile                                                                | 1 – 0                                                                  | Cile                                                                   | Coppa America 2004 - 1º turno                                          | -                                                                      | 22’                                                                    |
| 11-7-2004                                                              | Arequipa                                                               | Brasile                                                                | 4 – 1                                                                  | Costa Rica                                                             | Coppa America 2004 - 1º turno                                          | 1                                                                      |                                                                        |
| 18-7-2004                                                              | Piura                                                                  | Messico                                                                | 0 – 4                                                                  | Brasile                                                                | Coppa America 2004 - Quarti di finale                                  | -                                                                      |                                                                        |
| 21-7-2004                                                              | Lima                                                                   | Brasile                                                                | 1 – 1 dts (5 – 3 dtr)                                                  | Uruguay                                                                | Coppa America 2004 - Semifinale                                        | -                                                                      |                                                                        |
| 25-7-2004                                                              | Lima                                                                   | Argentina                                                              | 2 – 2 dts (2 – 4 dtr)                                                  | Brasile                                                                | Coppa America 2004 - Finale                                            | -                                                                      |                                                                        |
| 18-8-2004                                                              | Port-au-Prince                                                         | Haiti                                                                  | 0 – 6                                                                  | Brasile                                                                | Amichevole                                                             | -                                                                      | 46’                                                                    |
| 8-9-2004                                                               | Berlino                                                                | Germania                                                               | 1 – 1                                                                  | Brasile                                                                | Amichevole                                                             | -                                                                      |                                                                        |
| 9-10-2004                                                              | Maracaibo                                                              | Venezuela                                                              | 2 – 5                                                                  | Brasile                                                                | Qual. Mondiali 2006                                                    | -                                                                      |                                                                        |
| 13-10-2004                                                             | Maceió                                                                 | Brasile                                                                | 0 – 0                                                                  | Colombia                                                               | Qual. Mondiali 2006                                                    | -                                                                      | Ammonizione                                                            |
| 17-11-2004                                                             | Quito                                                                  | Ecuador                                                                | 1 – 0                                                                  | Brasile                                                                | Qual. Mondiali 2006                                                    | -                                                                      |                                                                        |
| 9-2-2005                                                               | Hong Kong                                                              | Hong Kong                                                              | 1 – 7                                                                  | Brasile                                                                | Lunar New Year Cup 2005                                                | -                                                                      |                                                                        |
| 27-3-2005                                                              | Goiânia                                                                | Brasile                                                                | 1 – 0                                                                  | Perù                                                                   | Qual. Mondiali 2006                                                    | -                                                                      |                                                                        |
| 5-6-2005                                                               | Porto Alegre                                                           | Brasile                                                                | 4 – 1                                                                  | Paraguay                                                               | Qual. Mondiali 2006                                                    | -                                                                      | 82’                                                                    |
| 8-6-2005                                                               | Buenos Aires                                                           | Argentina                                                              | 3 – 1                                                                  | Brasile                                                                | Qual. Mondiali 2006                                                    | -                                                                      |                                                                        |
| 22-6-2005                                                              | Colonia                                                                | Giappone                                                               | 2 – 2                                                                  | Brasile                                                                | Conf. Cup 2005 - 1º turno                                              | -                                                                      |                                                                        |
| 17-8-2005                                                              | Spalato                                                                | Croazia                                                                | 1 – 1                                                                  | Brasile                                                                | Amichevole                                                             | -                                                                      |                                                                        |
| 4-9-2005                                                               | Brasilia                                                               | Brasile                                                                | 5 – 0                                                                  | Cile                                                                   | Qual. Mondiali 2006                                                    | 1                                                                      |                                                                        |
| 11-10-2005                                                             | Belém                                                                  | Brasile                                                                | 3 – 0                                                                  | Venezuela                                                              | Qual. Mondiali 2006                                                    | -                                                                      |                                                                        |
| 12-11-2005                                                             | Abu Dhabi                                                              | Emirati Arabi Uniti                                                    | 0 – 8                                                                  | Brasile                                                                | Amichevole                                                             | -                                                                      | 46’                                                                    |
| 1-3-2006                                                               | Mosca                                                                  | Russia                                                                 | 0 – 1                                                                  | Brasile                                                                | Amichevole                                                             | -                                                                      | 46’                                                                    |
| 4-6-2006                                                               | Ginevra                                                                | Brasile                                                                | 4 – 0                                                                  | Nuova Zelanda                                                          | Amichevole                                                             | -                                                                      |                                                                        |
| 13-6-2006                                                              | Berlino                                                                | Brasile                                                                | 1 – 0                                                                  | Croazia                                                                | Mondiali 2006 - 1º turno                                               | -                                                                      |                                                                        |
| 18-6-2006                                                              | Monaco di Baviera                                                      | Brasile                                                                | 2 – 0                                                                  | Australia                                                              | Mondiali 2006 - 1º turno                                               | -                                                                      |                                                                        |
| 22-6-2006                                                              | Dortmund                                                               | Giappone                                                               | 1 – 4                                                                  | Brasile                                                                | Mondiali 2006 - 1º turno                                               | -                                                                      |                                                                        |
| 27-6-2006                                                              | Dortmund                                                               | Brasile                                                                | 3 – 0                                                                  | Ghana                                                                  | Mondiali 2006 - Ottavi di finale                                       | -                                                                      | 44’                                                                    |
| 1-7-2006                                                               | Francoforte sul Meno                                                   | Brasile                                                                | 0 – 1                                                                  | Francia                                                                | Mondiali 2006 - Quarti di finale                                       | -                                                                      | 45’                                                                    |
| 16-8-2006                                                              | Oslo                                                                   | Norvegia                                                               | 1 – 1                                                                  | Brasile                                                                | Amichevole                                                             | -                                                                      | 78’                                                                    |
| 3-9-2006                                                               | Londra                                                                 | Brasile                                                                | 3 – 0                                                                  | Argentina                                                              | Amichevole                                                             | -                                                                      |                                                                        |
| 10-10-2006                                                             | Stoccolma                                                              | Brasile                                                                | 2 – 1                                                                  | Ecuador                                                                | Amichevole                                                             | -                                                                      |                                                                        |
| 15-11-2006                                                             | Basilea                                                                | Svizzera                                                               | 1 – 2                                                                  | Brasile                                                                | Amichevole                                                             | -                                                                      |                                                                        |
| 6-2-2007                                                               | Londra                                                                 | Brasile                                                                | 0 – 2                                                                  | Portogallo                                                             | Amichevole                                                             | -                                                                      | 46’                                                                    |
| 24-3-2007                                                              | Göteborg                                                               | Brasile                                                                | 4 – 0                                                                  | Cile                                                                   | Amichevole                                                             | 1                                                                      |                                                                        |
| 27-3-2007                                                              | Stoccolma                                                              | Brasile                                                                | 1 – 0                                                                  | Ghana                                                                  | Amichevole                                                             | -                                                                      |                                                                        |
| 1-6-2007                                                               | Londra                                                                 | Inghilterra                                                            | 1 – 1                                                                  | Brasile                                                                | Amichevole                                                             | -                                                                      |                                                                        |
| 27-6-2007                                                              | Puerto Ordaz                                                           | Brasile                                                                | 0 – 2                                                                  | Messico                                                                | Coppa America 2007 - 1º turno                                          | -                                                                      |                                                                        |
| 1-7-2007                                                               | Maturín                                                                | Brasile                                                                | 3 – 0                                                                  | Cile                                                                   | Coppa America 2007 - 1º turno                                          | -                                                                      |                                                                        |
| 4-7-2007                                                               | Puerto La Cruz                                                         | Ecuador                                                                | 0 – 1                                                                  | Brasile                                                                | Coppa America 2007 - 1º turno                                          | -                                                                      |                                                                        |
| 7-7-2007                                                               | Puerto La Cruz                                                         | Cile                                                                   | 1 – 6                                                                  | Brasile                                                                | Coppa America 2007 - Quarti di finale                                  | 1                                                                      | 32’ 73’                                                                |
| 10-7-2007                                                              | Maracaibo                                                              | Uruguay                                                                | 2 – 2 dts (4 – 5 dtr)                                                  | Brasile                                                                | Coppa America 2007 - Semifinale                                        | -                                                                      |                                                                        |
| 15-7-2007                                                              | Maracaibo                                                              | Argentina                                                              | 0 – 3                                                                  | Brasile                                                                | Coppa America 2007 - Finale                                            | -                                                                      |                                                                        |
| 9-9-2007                                                               | Chicago                                                                | Stati Uniti                                                            | 2 – 4                                                                  | Brasile                                                                | Amichevole                                                             | -                                                                      | 46’                                                                    |
| 14-10-2007                                                             | Bogotà                                                                 | Colombia                                                               | 0 – 0                                                                  | Brasile                                                                | Qual. Mondiali 2010                                                    | -                                                                      |                                                                        |
| 17-10-2007                                                             | Rio de Janeiro                                                         | Brasile                                                                | 5 – 0                                                                  | Ecuador                                                                | Qual. Mondiali 2010                                                    | -                                                                      |                                                                        |
| 18-11-2007                                                             | Lima                                                                   | Perù                                                                   | 1 – 1                                                                  | Brasile                                                                | Qual. Mondiali 2010                                                    | -                                                                      |                                                                        |
| 21-11-2007                                                             | San Paolo del Brasile                                                  | Brasile                                                                | 2 – 1                                                                  | Uruguay                                                                | Qual. Mondiali 2010                                                    | -                                                                      |                                                                        |
| 31-5-2008                                                              | Seattle                                                                | Canada                                                                 | 2 – 3                                                                  | Brasile                                                                | Amichevole                                                             | -                                                                      |                                                                        |
| 15-6-2008                                                              | Asunción                                                               | Paraguay                                                               | 2 – 0                                                                  | Brasile                                                                | Qual. Mondiali 2010                                                    | -                                                                      | 42’                                                                    |
| 18-6-2008                                                              | Belo Horizonte                                                         | Brasile                                                                | 0 – 0                                                                  | Argentina                                                              | Qual. Mondiali 2010                                                    | -                                                                      | 20’                                                                    |
| 12-10-2008                                                             | San Cristóbal                                                          | Venezuela                                                              | 0 – 4                                                                  | Brasile                                                                | Qual. Mondiali 2010                                                    | -                                                                      | 46’                                                                    |
| 15-10-2008                                                             | Rio de Janeiro                                                         | Brasile                                                                | 0 – 0                                                                  | Colombia                                                               | Qual. Mondiali 2010                                                    | -                                                                      | 66’                                                                    |
| 10-2-2009                                                              | Londra                                                                 | Brasile                                                                | 2 – 0                                                                  | Italia                                                                 | Amichevole                                                             | -                                                                      | 78’                                                                    |
| 6-6-2009                                                               | Montevideo                                                             | Uruguay                                                                | 0 – 4                                                                  | Brasile                                                                | Qual. Mondiali 2010                                                    | 1                                                                      |                                                                        |
| 10-6-2009                                                              | Recife                                                                 | Brasile                                                                | 2 – 1                                                                  | Paraguay                                                               | Qual. Mondiali 2010                                                    | -                                                                      |                                                                        |
| 15-6-2009                                                              | Bloemfontein                                                           | Brasile                                                                | 4 – 3                                                                  | Egitto                                                                 | Conf. Cup 2009 - 1º turno                                              | 1                                                                      |                                                                        |
| 21-6-2009                                                              | Pretoria                                                               | Italia                                                                 | 0 – 3                                                                  | Brasile                                                                | Conf. Cup 2009 - 1º turno                                              | -                                                                      | 24’                                                                    |
| 2-3-2010                                                               | Londra                                                                 | Irlanda                                                                | 0 – 2                                                                  | Brasile                                                                | Amichevole                                                             | -                                                                      |                                                                        |
| 7-6-2010                                                               | Dar es Salaam                                                          | Tanzania                                                               | 1 – 5                                                                  | Brasile                                                                | Amichevole                                                             | -                                                                      |                                                                        |
| 15-6-2010                                                              | Johannesburg                                                           | Brasile                                                                | 2 – 1                                                                  | Corea del Nord                                                         | Mondiali 2010 - 1º turno                                               | -                                                                      |                                                                        |
| 20-6-2010                                                              | Johannesburg                                                           | Brasile                                                                | 3 – 1                                                                  | Costa d'Avorio                                                         | Mondiali 2010 - 1º turno                                               | -                                                                      |                                                                        |
| 25-6-2010                                                              | Durban                                                                 | Portogallo                                                             | 0 – 0                                                                  | Brasile                                                                | Mondiali 2010 - 1º turno                                               | -                                                                      | 25’                                                                    |
| 28-6-2010                                                              | Johannesburg                                                           | Brasile                                                                | 3 – 0                                                                  | Cile                                                                   | Mondiali 2010 - Ottavi di finale                                       | 1                                                                      |                                                                        |
| 2-7-2010                                                               | Port Elizabeth                                                         | Paesi Bassi                                                            | 2 – 1                                                                  | Brasile                                                                | Mondiali 2010 - Quarti di finale                                       | -                                                                      |                                                                        |
| Totale                                                                 |                                                                        | Presenze                                                               | 79                                                                     |                                                                        | Reti                                                                   | 7                                                                      |                                                                        |

## Palmarès

### Club

#### Competizioni statali
- Coppa Mercosur: 1

Flamengo: 1999
- Campionato Carioca: 4

Flamengo: 1999, 2000, 2001, 2017
- Copa dos Campeões: 1

Flamengo: 2001

#### Competizioni nazionali
- Supercoppa italiana: 1

Roma: 2007
- Coppa Italia: 1

Roma: 2007-2008

### Nazionale
- Coppa America: 2

Perù 2004, Venezuela 2007
- Confederations Cup: 2

Germania 2005, Sudafrica 2009